# Tigranocerta
Tigranocerta (em grego: Τιγρανόκερτα; romaniz.: Tigranόkerta) ou Tigranacerta (em armênio/arménio: Տիգրանակերտ; romaniz.: Tigranakert) foi a capital do Reino da Armênia durante a Antiguidade. Portou o nome de Tigranes, o Grande (r. 95–55 a.C.), que fundou a cidade no século I a.C.. O nome da cidade significa "feita por Tigranes", e possivelmente esteve próximo da atual Silvan ou a vizinha Arzan, na província armênia de Arzanena, a leste da atual Diarbaquir, Turquia. Foi uma das quatro cidades da Armênia histórica nomeadas Tigranocerta. As outras estavam localizadas em Naquichevão, Arcaque e Uti.

## História

Império Armênio de r.

A Armênia naquele tempo expandiu-se a leste para o mar Cáspio, a oeste para a Capadócia central, e sul em direção a Judeia. Na Síria, Tigranes, o Grande (r. 95–55 a.C.) começou a construção de Tigranocerta, uma cidade de considerável tamanho e bem fortificada nomeada em sua homenagem, numa eminência do rio Nicefório. Ele importou multidões de pessoas, incluindo judeus, árabes e gregos e macedônios tomados da Capadócia e Cilícia.
Os mercados da cidade estavam cheios de comerciantes de todo mundo antigo fazendo negócio. Tigranocerta logo tornou-se sede do imperador na Síria e um importante centro comercial e cultural helenística do Oriente Próximo, repleta de teatros, parques e terrenos de caça. O magnífico teatro foi estabelecido pelo imperador, que foi ávido devoto, conduziu dramas e comédias principalmente executadas por atores gregos e armênios. Plutarco escreve que Tigranocerta foi "uma rica e bela cidade, onde todos os homens comuns de posição estudaram para enfeitá-la".
Uma força romana sob Lúculo derrotou Tigranes na batalha de Tigranocerta em torno de 69 a.C., e depois disso saqueou-a, enviando muitas pessoas de volta para suas terras. Após o saque, que incluiu a destruição de estátuas e templos, a cidade foi incendiada. Uma abundante quantidade de ouro e prata foi levada para Roma como butim de guerra. Lúculo tomou muito do ouro e prata das estátuas, copos e potes fundidos, outros metais preciosos e pedras preciosas. Durante a pilhagem, muitos dos habitantes da cidade fugiram para o campo. O recém-estabelecido edifício do teatro foi também destruído no fogo. A grande cidade nunca recuperaria desta destruição devastadora.
Durante as conquistas de Pompeu no Oriente, Tigranocerta foi tomada brevemente por Roma, mas foi perdida quando foi devolvida para Tigranes, o Grande após sua rendição pelo custo de 6 000 talentos (uma indenização paga para Roma sobre um certo período). Foi novamente tomada pelos romanos sob Córbulo, durante a guerra romano-parta de 58-63.